# José Domingo García
José Domingo García Ortega (Santo Domingo, 15 de junio de 1975 (49 años) República Dominicana) productor de cine y guionista dominicano, conocido más bien en el arte de la cinematografía independiente de corte religioso.

## Biografía
En el estudio de las artes publicitarias de la universidad, ingresa como maestro de artes de adolescentes del bachillerado en un centro estudiantil en donde más adelante decide realizar en 1998 su primera obra llamada Después de la Desilusión, una obra teatral con los estudiantes de fin de año del centro. De ahí en el 2000 realiza en video un largometraje llamado El perfil del Engaño, siendo éste mostrado en distintos templos religiosos, luego en el 2001 retoma su obra primera, esta vez en formato de y en ese mismo año produce su tercer trabajo de cine independiente llamado Aquel que dio su vida por mí
En el 2002 realiza su cuarta producción independiente llamada Cristiano de la Secreta en una búsqueda de nuevas alternativas de producción mezclando el humor con lo sacro, siendo esta la primera comedia cristiana dominicana. Luego decide explorar el campo de los Cortometrajes de video para televisión y produce cinco: Amarga traición, Forzado a vivir así, Jugando con fuego, Mientras vida tengas y El amor de una Madre
En el 2004 hace su primer ReMake, una nueva versión de su largometraje Cristiano de la Secreta y esta recibe una nominación a los Premios Casandra del 2005. En el 2008 produce su décima producción audiovisual llamada De Campamento, siendo esta la primera producción de cine infantil de su país, recibiendo el largometraje el reconocimiento del Estado a través del despacho de la Primera Dama, y también dos nominaciones a los Premios Casandra 2009 (enlace roto disponible en Internet Archive; véase el historial, la primera versión y la última).. 
En el 2009 junto al productor dominicano Archie López lanzan la tercera versión de su largometraje Cristiano de la Secreta, buscando ampliar su marco de público, convirtiéndose ésta en una de las películas más taquilleras de República Dominicana, obteniendo también alcance internacional siendo a su vez la primera película dominicana que se exhibe en países de Centro América

## Producciones
- 1998- Después de la Desilusión (obra de Teatro)
- 2000- El Perfil del Engaño (largometraje)
- 2001- Después de la Desilusión (largometraje)
- 2001- Aquel que dio su vida por mí (largometraje)
- 2002- Cristiano de la Secreta I (largometraje)
- 2002- Amarga Traición (cortometraje)
- 2002- Forzado a vivir así (cortometraje)
- 2003- Jugando con fuego (cortometraje)
- 2003- Mientras vida tengas (cortometraje)
- 2003- El amor de una madre (cortometraje)
- 2004- Cristiano de la Secreta II (largometraje)
- 2008- De Campamento (largometraje)
- 2009- Cristiano de la Secreta III